# Videnskabsfilosofi
Videnskabsfilosofi er den del af filosofien, der studerer videnskaben. Videnskabsfilosofien er tæt forbundet med erkendelsesteorien. Den søger at forklare spørgsmål så som: hvad er videnskabelige påstandes natur, måderne hvorpå de produceres, hvordan de giver os magt over vores miljø, videnskabens konsekvenser for samfundet og for videnskaberne selv.

## Hvad videnskabelige påstande handler om

### Empirisme
Opfattelse af, at verdens sande natur erkendes gennem sanserne – typisk er synssansen den der bliver tillagt størst betydning.

### Idealisme
Opfattelse af, at den synlige verden ikke har selvstændig eksistens. Den synlige verden er, ifølge idealismen, et mentalt konstrueret produkt.

### Realisme
Realisme eller naiv realisme i videnskabsfilosofisk kontekst er den opfattelse at videnskabelige påstande handler om en verden, der på en eller anden måde eksisterer uafhængigt af vore ideer og teorier om den. Realister mener f.eks., at ting som elektroner og magnetfelter faktisk eksisterer.

### Socialkonstruktivisme
Nogle historikere, filosoffer og sociologer mener at videnskabelige teorier er formet af deres sociale og politiske kontekst. Denne tilgang kaldes som regel socialkonstruktivisme. I sin stærkeste form ser den videnskab som blot en diskurs mellem forskere, hvor objektive kendsgerninger spiller en lille rolle, hvis nogen overhovedet. En svagere form af den konstruktivistiske position kunne være, at sociale faktorer spiller en stor rolle for accepten af nye videnskabelige teorier.

## Retfærdiggørelse af videnskabelige påstande
Hvordan retfærdiggøres videnskabelige påstande?
Den for videnskaben karakteristiske erkendelsesform er den, som gør brug af induktion eller den induktive metode. I et induktivt ræsonnement sluttes der fra {\displaystyle n} tilfælde af {\displaystyle m} forskellige fænomener til en generel regel, som postuleres at være gældende for de {\displaystyle m} fænomener. Gyldigheden af den postulerede regel afhænger af kvaliteten af både dataindsamlingsmetoden og data selv, som naturligvis også er beslægtede. Induktion som ræsonnementstype er derfor iboende statistisk i karakter til forskel for deduktion, hvor evalueringen af hvorvidt en konklusion følger logisk fra præmisserne, uanset om de i forhold til den eksterne verden er sande eller ej, er et fuldstændigt sikkert anliggende. Dette betyder dog ikke, at induktiv viden, dvs. viden opnået som resultat af anvendelse af den induktive metode, ikke i praksis kan være på ligeså sikker grund som deduktiv viden. Hvis ellers dataindsamlingens metodologi er i overensstemmelse med de alment opstillede krav for hypoteseprøvning, og resultaterne opnået ved anvendelse af metoden på et sæt af fænomener bliver reproduceret af et stort antal uafhængige forskere over tid, vil de lovmæssigheder, der måtte blive udledt på baggrund heraf, være en god tilnærmelse af fænomenernes "virkelige" funktion. Det primære argument for dette, er, at den prædikative kraft dvs. forudsigelseskraften, som videnskabelige teorier har, ellers ville være meget usandsynlig; hvis ikke indholdet af videnskabelige teorier, som benyttes til at forudsige eksperimenter samt observationers gang, var en udmærket refleksion af virkeligheden, selvom den prædikative kraft var høj, ville den eneste forklaringsmulighed være skepticistisk, og mange (herunder G. E. Moore), regner den argumentatoriske vægt for disse forklaringer for at være langt lavere end for videnskabelige forklaringer. 
Omvendt har Karl Popper foreslået et falsifikationsprincip. Påstande kan ifølge ham ikke verificeres, men kun falsificeres. En videnskabelig hypotese/teori skal altså i-sig-selv kunne redegøre for sine antagelser, og kun hvis disse kan falsificeres kan man tale om videnskab. 
Foundationalisme er den holdning at der findes basale påstande, der ikke kræver retfærdiggørelse. Omvendt er kohærentisme den holdning, at retfærdiggørelsen af en påstand ligger i det, at den er en del af et system af påstande.

## Videnskabelig skepticisme
Skepticismen har spillet en stor rolle i filosofien siden de gamle grækere, og enhver skepticismes primære formål har til enhver tid været at stille spørgsmål ved det, som vi ellers tager for givet i hverdagen. Et ofte fremsagt spørgsmål til nutidens videnskab går på, hvorvidt den nuværende mængde af videnskabelig viden kan siges at indikere, hvad der faktisk er 'sandt' om den fysiske verden i hvilken vi lever. Accepten af viden som om det var 'absolut sandt' og ubetvivleligt benægtes oftest af videnskabsmænd.
Alligevel er det almindeligt at offentligheden har det modsatte syn på videnskaben – mange lægfolk tror, at forskere fremsætter ufejlbarlige påstande. Mange i det videnskabelige samfund er bekymret over den store forskel imellem hvordan videnskabsfolk arbejder og hvordan deres arbejde opfattes. I udlandet er nogle videnskabsfolk involveret i offentlig uddannelse for at informere lægfolk i gymnasier og på universiteter om videnskabelig skepticisme og videnskabelige metoder.